# Pince à avoyer

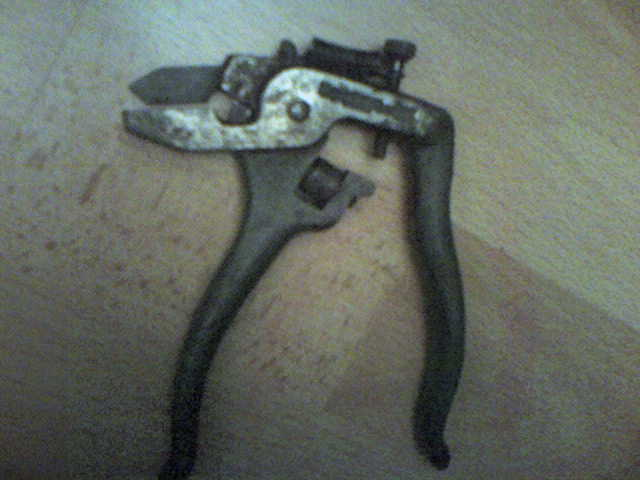
Une pince à avoyer.

Une pince à avoyer est une pince qui permet de redonner de « la voie » à une scie.
Elle écarte les dents en leur donnant un angle qui permet à la scie d'avoir une ligne de coupe dans le bois plus large que la lame.
Il faut pincer chaque dent, une par une, ce qui les plie très régulièrement de part et d'autre du plan de la scie, grâce à un dispositif à butée réglable. Les dents, ainsi écartées, facilitent l'évacuation de la sciure quand le sciage crée une rainure dans le bois. La lame, plus fine que cette rainure ne coincera pas dans la pièce de bois et enfin, cette voie donnée aux dents est la seule façon de scier droit, c'est-à-dire de guider la lame pour suivre le trait, sinon la scie suivra naturellement le fil du bois.